# Cardiopetalum surinamense
Cardiopetalum surinamense là loài thực vật có hoa thuộc họ Na. Loài này được Robert Elias Fries mô tả khoa học đầu tiên năm 1931.

## Phân bố
Loài này có tại bắc Brasil, Guiana thuộc Pháp, Suriname.